# Euerythra phasma
Euerythra phasma là một loài bướm đêm thuộc phân họ Arctiinae, họ Erebidae.